# Mierwespen
Mierwespen of fluweelmieren (Mutillidae) zijn een familie van wespachtigen. Mierwespen zijn vleugelloos en lijken op mieren, maar worden beschouwd als wespen-zonder-vleugels. Mierwespen zijn over het algemeen veel behaarder dan mieren.

## Kenmerken
Het lichaam van deze mierwespen is fluwelig behaard. De mannetjes hebben volledig ontwikkelde vleugels, terwijl de vrouwtjes ongevleugeld zijn. De vrouwtjes kunnen gemeen steken. De lichaamslengte varieert van 0,3 tot 2,5 cm.

## Voortplanting en ontwikkeling
De eieren worden afgezet op een larve in een cel van een bijen- of wespenkolonie. De larven van bijen en wespen dienen als voedsel voor de larven. Eerst knagen de vrouwtjes een gat in de cel, leggen de eitjes en maken de cel weer dicht. De larve doet zich tegoed aan de larve van de gastheer en verpopt zich in diens cel.

## Verspreiding en leefgebied
Mierwespen komen voor in ca. 5000 soorten vrijwel overal ter wereld maar vooral in tropische en subtropische woestijnen en zandgebieden. In Nederland komen drie soorten voor. Dit zijn Dasylabris maura, Mutilla europaea (grote mierwesp) en Smicromyrme rufipes (gewone mierwesp).

## Subfamilies
Mierwespen worden onderverdeeld in de subfamilies:
- Mutillinae
- Myrmillinae
- Myrmosinae
- Pseudophotopsidinae
- Rhopalomutillinae
- Sphaeropthalminae
- Ticoplinae

## Geslachten
- Artiotilla
- Blakeius
- Ctenotilla
- Cystomutilla
- Dasylabris
- Dentilla
- Ephutomma
- Krombeinella
- Liomutilla
- Macromyrme
- Mutilla Linnaeus, 1758
- Myrmilla
- Myrmosa
- Nanomutilla
- Nemka
- Neotrogaspidia
- Paramyrmosa
- Physetopoda
- Platymyrmilla
- Pseudomyrmosa
- Pseudophotopsis
- Ronisia Costa, 1858
- Sigilla
- Skorikovia
- Smicromyrme
- Smicromyrmilla
- Stenomutilla
- Trogaspidia
- Tropidotilla